# Bukowska Kępa
Bukowska Kępa (czes.: Kempa, ciesz.: Kympa, 571 m n.p.m.) – niewysoka, bezleśna góra w Beskidzie Śląskim, stanowiąca zakończenie grzbietu, jaki odchodzi od masywu Girowej w kierunku północno-wschodnim. W całości na terenie Czech.
Bukowska Kępa wznosi się w widłach Olzy i potoku Bukowiec, dominując od północnego wschodu nad wsią Bukowiec. Na szczycie wzgórza w latach wojny trzydziestoletniej wzniesiono szańce obronne (tzw. „Szwedzkie szańce” lub „Bukowskie szańce”).
Ze względu na niedostępność przełomowego odcinka doliny Olzy powyżej ujścia Bystrego Potoku, drogę z Jabłonkowa do Istebnej poprowadzono właśnie północnymi stokami Bukowskiej Kępy. Przy drodze tej jeszcze w XVII w. został założony pierwszy istebniański cmentarz – „wielki kierchów pod Kympóm”, którego ślady zanikły już przed II wojną światową. Później przebiegała tędy odnoga gościńca cesarskiego (tzw. „cysorki") z Żywca przez Milówkę i Koniaków do Jabłonkowa, a stromy podjazd z Bukowca „do Kympy” przewijał się w wielu opowieściach istebniańskich i koniakowskich furmanów. Obecnie biegnie tędy szosa z Istebnej do Bukowca.